# Hildegard Jürgens

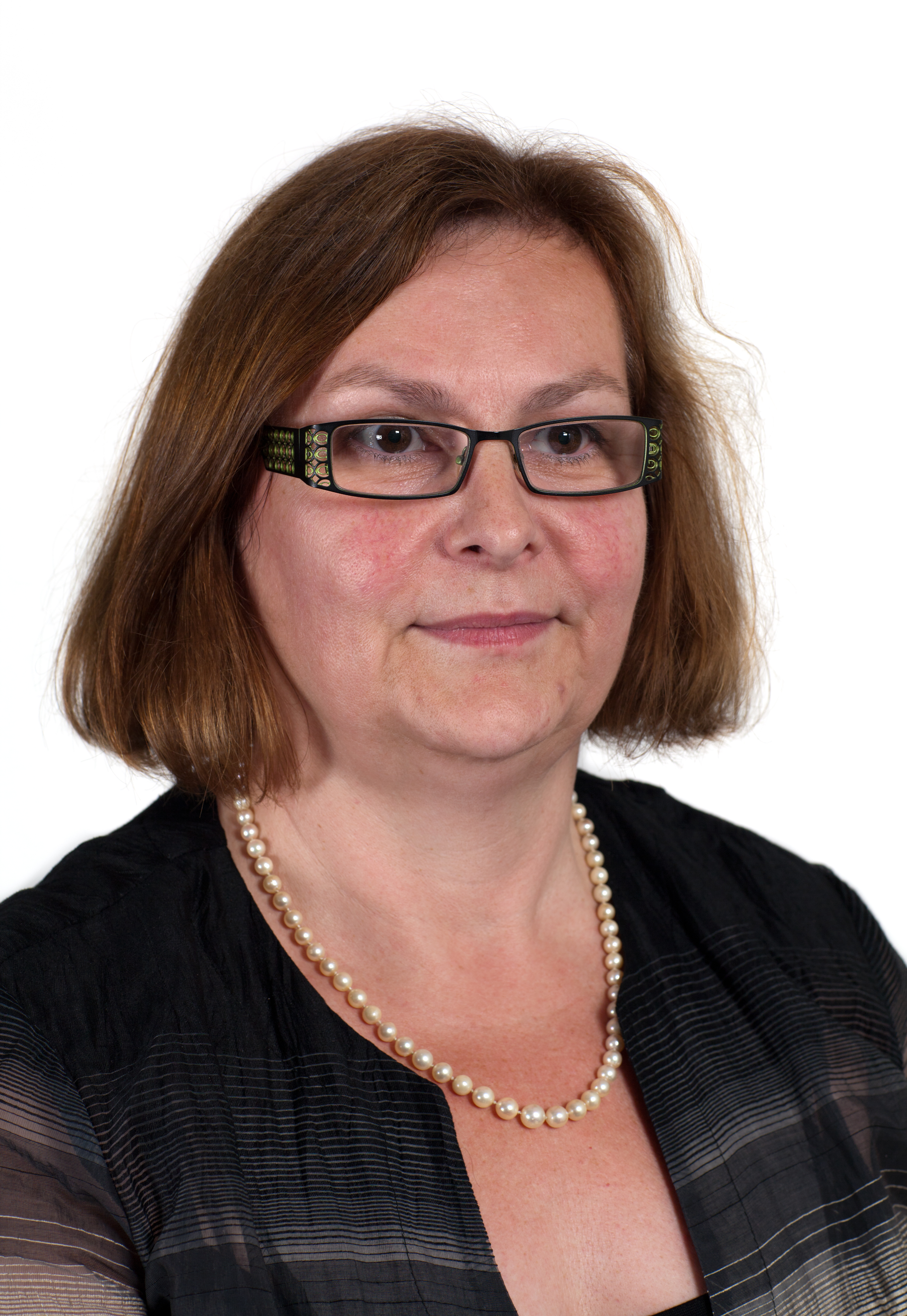
Hildegard Jürgens im Juni 2011

Hildegard Jürgens (* 8. Februar 1953 in Hamburg) ist eine deutsche Politikerin (SPD). Sie war von März 2011 bis 2020 Mitglied der Hamburgischen Bürgerschaft.

## Berufliches und Privates
Nach dem Realschulabschluss 1970 absolvierte Jürgens eine Ausbildung zur Finanzbeamtin im mittleren Dienst.
Seit 1978 lebt sie in der Hamburger Siedlung Mümmelmannsberg. Sie ist geschieden und Mutter zweier Kinder.

## Politische Karriere
Jürgens ist Vorsitzende der SPD in Billstedt.
Bei der Bürgerschaftswahl in Hamburg 2008 trat sie im Wahlkreis Billstedt – Wilhelmsburg – Finkenwerder für die SPD an. 6,6 Prozent der Stimmen reichten jedoch nicht für den Einzug in die Bürgerschaft.
Bei der Bürgerschaftswahl in Hamburg 2011 trat sie auf Landeslistenplatz 19 erneut für die Sozialdemokraten an. Sie schaffte den Einzug in das Parlament und war somit ab dem 7. März 2011 Mitglied der Hamburgischen Bürgerschaft. Bei der Bürgerschaftswahl 2015 erlangte sie im Wahlkreis Billstedt – Wilhelmsburg – Finkenwerder die meisten Stimmen (17,8 Prozent) und zog erneut in die Bürgerschaft ein. Dort war sie Mitglied im Eingabenausschuss.
Der im Jahr 2020 gewählten Bürgerschaft gehört sie nicht mehr an.